# Accident du Mi-8 à Chelkovskaïa en 2002
 (novembre 2023).
Le contenu est difficilement compréhensible vu les erreurs de traduction, qui sont peut-être dues à l'utilisation d'un logiciel de traduction automatique.
Le crash du Shelkovskaya Mil Mi-8 en 2002 en Tchétchénie est un incident qui coûta la vie de 14 personnes, dont des officiers russes, parmi lesquels le vice-ministre de l'intérieur Mikhaïl Roudchenko.
Le 27 janvier 2002, un Mil Mi-8 du ministère russe de l'Intérieur a été abattu et a explosé près de Shelkovskaya dans le district de Nadterechny, tuant 14 personnes. Parmi les personnes tuées dans l'accident figuraient le lieutenant-général Mikhaïl Rudchenko, responsable de la sécurité dans le District fédéral du Sud, le major-général Nikolaï Goridov, commandant adjoint des troupes intérieures, ainsi que les colonels Orienko, Stepanenko et Trafimov.